# Ewa Sykulska
Ewa Sykulska (ur. 8 września 1966) – polska wokalistka, dyrygentka, kompozytorka i wykładowca.

## Życiorys
Absolwentka Wydziału Dyrygentury Chóralnej Akademii Muzycznej w Poznaniu. Początkowo związana z Chórem Akademickim Akademii Muzycznej w Poznaniu, gdzie pełniła funkcję asystentka dyrygenta, solistki i korepetytora. Śpiewała w oktecie wokalnym „Nova Gaudia”. Jest wykładowcą na Wydziale Studiów Edukacyjnych Uniwersytetu im. Adama Mickiewicza w Poznaniu, w Laboratorium Działań Twórczych w Przestrzeni Społecznej. Prowadzi także warsztaty muzyki liturgicznej, np. krakowskie Franciszkańskie Warsztaty Muzyki Liturgicznej w 2012 oraz Warsztaty Muzyki Niezwykłej Fundacji Dominikański Ośrodek Liturgiczny w 2013. Prowadziła scholę na Ogólnopolskich Spotkaniach Młodych Lednica 2000. W kwietniu 2016 dyrygowała chórem podczas obchodów 1050-lecia chrztu Polski na stadionie w Poznaniu. 